# Hamites
Ne doit pas être confondu avec le genre d'ammonites Hamites.

Carte ethnographique allemande de 1932 montrant les Hamites comme un des trois sous-groupes de la « race caucasienne » avec les « Sémites » et les « Aryens » (Indo-Européens) (Meyers Blitz-Lexikon).

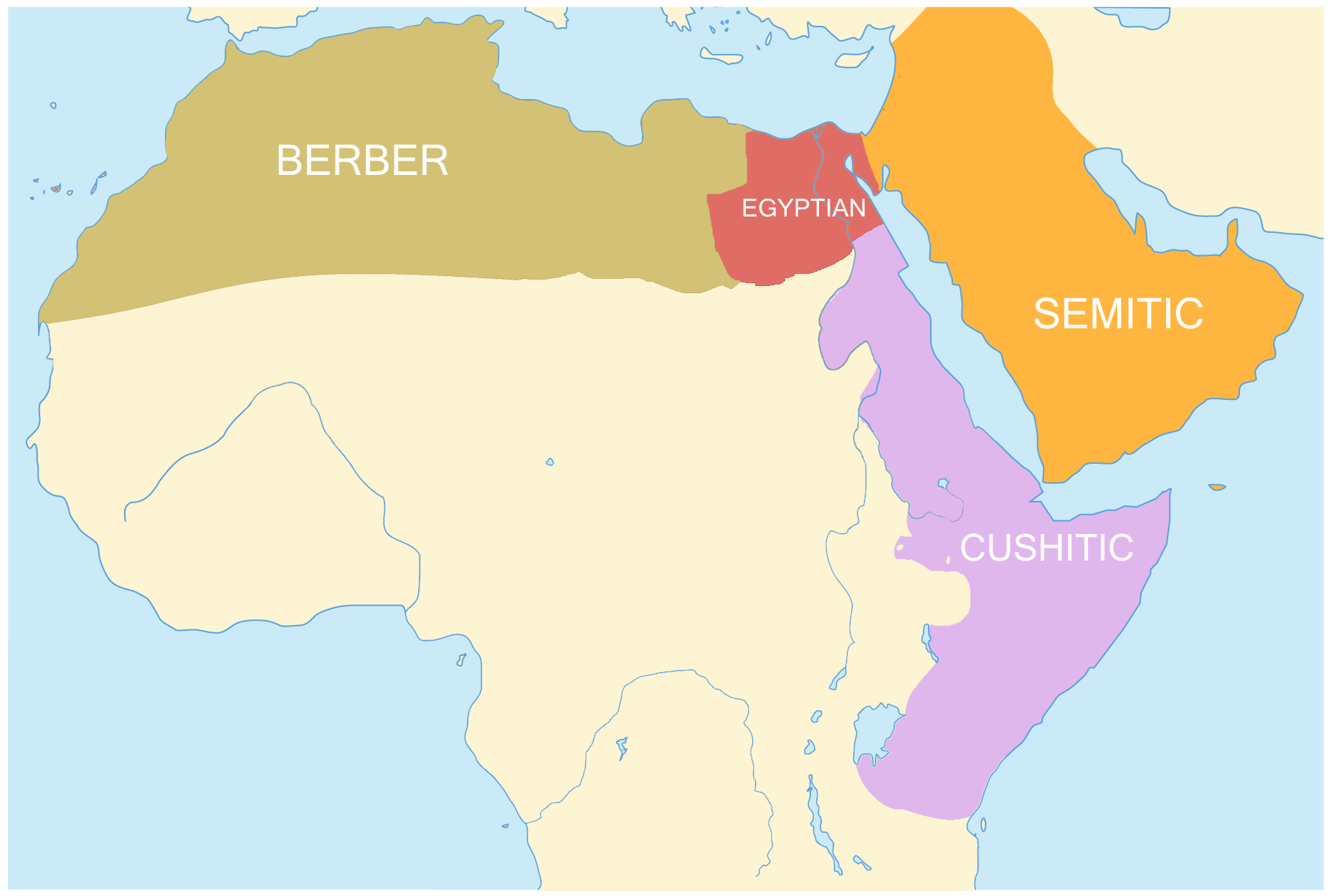
Distribution des branches de la famille chamito-sémitiques au Ve siècle avant J.-C. Les Sémites peuplent le Proche-Orient et la péninsule arabique alors que les Hamites (peuples chamito-sémitiques non-sémitiques) peuplent l'Afrique du Nord et la Corne de l'Afrique.

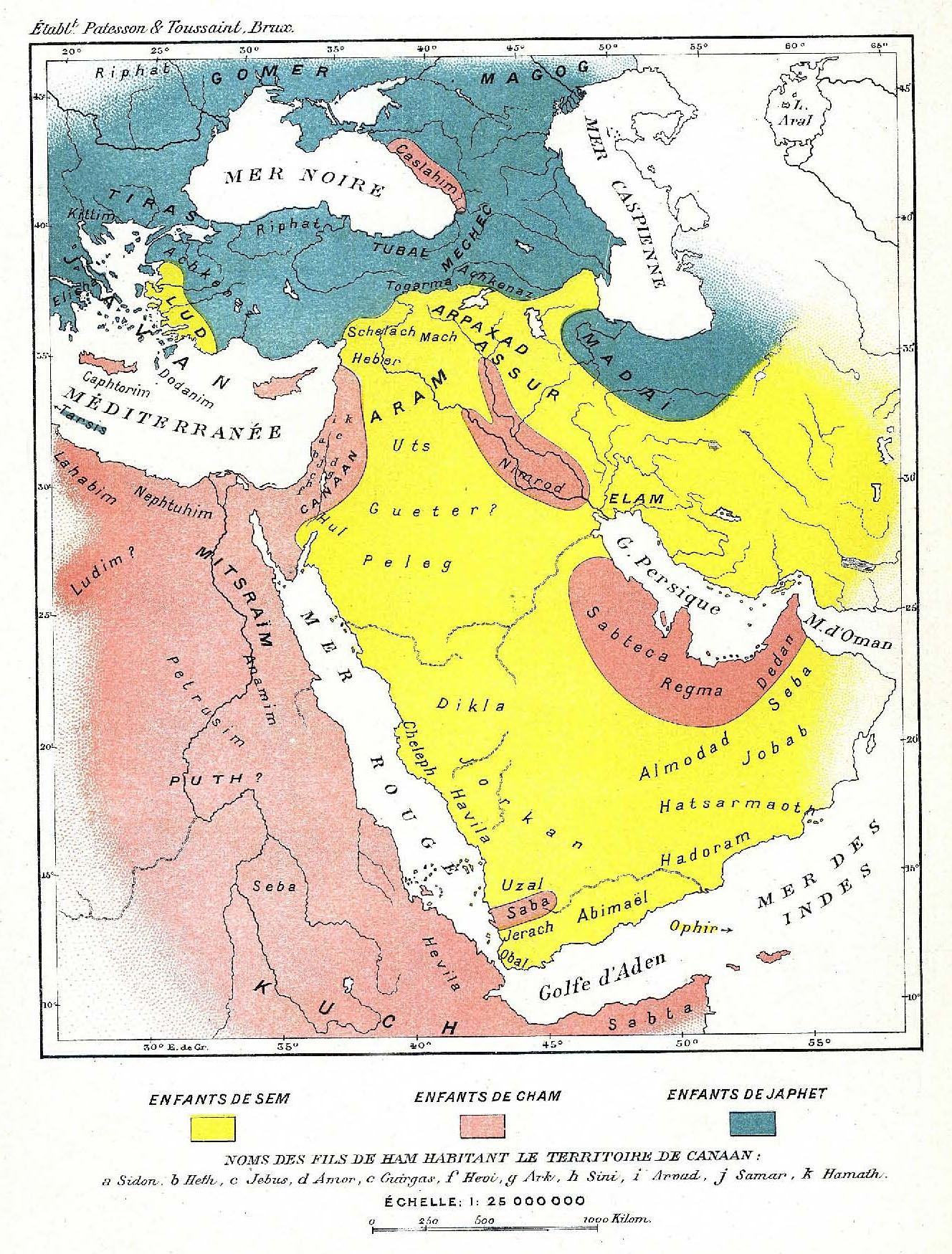
Le Tableau des Nations. Généalogie des fils de Noé et leur dispersion géographique après le déluge. RECLUS, Élisée. Palestine In : L’Homme et la Terre. Livre 2 : Histoire ancienne

Les termes Hamites, Hamitiques, Chamites, Chamitiques, Khamites et Khamitiques (berbère : ⵉⵃⴰⵎⵉⵟⵏ, amharique : ሃማውያን, arabe : حاميون), du nom biblique de Ham (ou Cham) sont des termes qui ont été utilisés, notamment en anthropologie, pour désigner différentes populations antiques d'Afrique du Nord, de la corne de l'Afrique ou d'Asie dont seraient originaires des populations africaines contemporaines. Les adjectifs correspondants ont aussi été utilisés en linguistique pour qualifier un sous-groupe de la famille des langues afro-asiatiques.
Le développement de ces théories, parfois désignées par l'expression « hypothèse hamitique », a été marqué par le colonialisme et le racialisme (racisme autoproclamé scientifique),. Elles ont participé à la construction de l'idéologie anti-tutsi qui a conduit au génocide des Tutsis. De nos jours dans la communauté scientifique, seul l'usage en linguistique perdure.

## Histoire du concept

### Origine du terme
Le terme provient du nom biblique des Hamites, qui seraient, selon la Table des peuples de l'Ancien Testament, les descendants de Cham, fils de Noé. Dans le texte biblique, les trois premiers fils de Cham, Koush, Misraïm et Pout et leurs descendances peuplent l'Éthiopie, l'Égypte et la Libye antique respectivement.
Le mot a connu diverses graphies. Les traducteurs français des œuvres originales écrites en anglais ou en allemand écrivaient, suivant leur inspiration, Kamite, Hamite ou Chamite. Denise Paulme écrit « kamite », cependant que Henri Labouret utilisait « hamite »,. André Leroi-Gourhan et Jean Poirier faisaient une distinction entre les « Chamites » qui, partant de l'Égypte se seraient avancés en Afrique orientale et les « Hamites » dont ils faisaient des proto-berbères qui, après avoir suivi  le littoral nord-africain, auraient occupé le Maghreb tout entier. Cette distinction correspondait à la différenciation supposée à l'époque  entre « Hamites orientaux » et « Hamites septentrionaux ».

### Le développement de l'«hypothèse hamitique»
Dans la seconde moitié du XIXe siècle, le mot « hamitique » est détaché de son origine biblique et réemployé par un nouveau discours «scientifique » sur un hypothétique peuple antique, discours inspiré notamment par le diffusionnisme. L'idée d'une « race hamitique » dont descendraient, selon les auteurs, les Berbères, les Égyptiens, les Abyssins, les peuples de la Corne de l'Afrique et certains groupes d'Afrique Orientale (Massaï, Tutsi-Hima) s'affirme pour résoudre les contradictions entre la tradition biblique, les faits observés attestants l'existence de civilisations jugées sophistiquées (Babylone, Sumer, Égypte pharaonique, Éthiopie...) et des modes de vie perçus comme plus primitifs en Afrique. Les peuples hamites constituent alors une sorte de race intermédiaire, vestiges d'une « coulée blanche » (Gobineau) en Afrique dont les Berbères ou encore les  Peuls et les Somalis seraient les vestiges, et se distinguant du reste de la population « négroïde ».
Ce discours, caractéristique du racisme scientifique, est repris et développé pendant plus d'un siècle par des anthropologues et des linguistes. Ainsi selon Charles Gabriel Seligman en 1935, « Les civilisations nord africaines sont des civilisations kamitiques. L'histoire de ce continent est l'histoire de ces peuples. Les Kamites envahisseurs étaient des Caucasiens pasteurs - arrivant  vague après vague - mieux armés et à l'esprit plus dégagé que les  nègres ». Seligman envisage les Hamites/Kamites et les Sémites comme deux grandes branches d'une même famille originaire du Proche-Orient. Sortes d'Aryens d'Afrique du Nord  (Aryens d'Orient ), apportant avec eux l'agriculture, le bétail, la métallurgie et la royauté, ils auraient conquis et civilisé  les nègres » d'Afrique de l'Ouest, ayant eux-mêmes à leur tour refoulé les peuples « pygmoïdes » et « forestiers ».
Les historiens Jean-Pierre Chrétien et Marcel Kabanda expliquent que « durant au moins un siècle, celui de la mainmise coloniale, l’hypothèse hamitique […] a été une clé de voute de l’africanisme. L’explication de tout trait culturel par l’intervention de conquérants ou d’immigrants qualifiés de « Hamites » par opposition aux « Nègres en tant que tels », est devenue un schéma récurrent et omniprésent ». Cette conception parcourt le XXe siècle, en dépit des travaux scientifiques qui la déconstruisent à partir des années 1960. Elle est en particulier reprise dans la région des Grands Lacs, d'abord à l'initiative des explorateurs européens de la région puis des autorités coloniales qui définissent racialement des groupes sociaux qui ne l'étaient pas auparavant. Elle fut plus tard un moteur idéologique du génocide de 1994 au Rwanda.

Enfin, on peut préciser que les spéculations sur les origines bibliques et plus généralement nord-africaines ou asiatiques de populations africaines n'ont pas été nécessairement racialistes ni même exclusivement avancées par des occidentaux. Bien avant la colonisation européenne, de nombreuses traditions orales et écrites en Afrique de l'Ouest en font état. Au XIXe siècle, des intellectuels comme Samuel Johnson discutent d'hypothèses proches, sans faire référence aux débats européens.

Carte représentant la distribution actuelle des langues chamito-sémitiques. Les langues sémitiques sont représentées en orange, le domaine des « langues hamitiques » est représenté en rouge-orangé, azur, cyan et chartreuse.

## Le terme «hamite» aujourd'hui
Le terme « hamite » est moins employé de nos jours. En linguistique, le terme était autrefois utilisé pour regrouper les langues chamito-sémitiques, "afro-asiatiques", non-sémitiques (ces dernières étant alors décrites comme « hamito-sémitiques »). Mais en n'incluant pas les langues sémitiques, cette catégorie ne constitue pas un groupe phylétique conforme à la classification linguistique. Cette appellation est donc à présent désuète sous cette acception, mais elle a été intégrée à la famille des langues chamito-sémitiques synonyme de « langues afro-asiatiques », famille dont les langues sémitiques constituent l'une des branches.
En anthropologie historique, le terme est tombé en désuétude pour son passé raciste et pour la confusion qu'il induit entre différentes échelles spatiales et temporelles. Néanmoins la bipartition « conquérants hamites »/« noirs bantous » imprègne encore bien des schémas géopolitiques africains. Le terme a pu devenir un bloc discursif, servant d'argumentaire pour des idéologies ethniques insistant sur le clivage « naturel » entre « peuples envahisseurs » et « autochtones », qui se déclinent à l'infini dans la région des grands lacs. Ce fut le cas dans la propagande du génocide contre les Tutsis, qui furent assimilés à des colonisateurs hamites par les génocidaires hutus au Rwanda en 1994. Ce clivage infondé historiquement est également régulièrement réactivé en République démocratique du Congo lors de la remise en cause de la citoyenneté congolaise de certains Congolais.